# Дженера (Огайо)
Дженера (англ. Jenera) — селище (англ. village) в США, в окрузі Генкок штату Огайо. Населення — 257 осіб (2020).

## Географія
Дженера розташована за координатами 40°53′58″ пн. ш. 83°43′37″ зх. д. / 40.89944° пн. ш. 83.72694° зх. д. (40.899500, -83.727063).  За даними Бюро перепису населення США в 2010 році селище мало площу 0,70 км², уся площа — суходіл.

## Демографія
Згідно з переписом 2010 року, у селищі мешкала 221 особа в 79 домогосподарствах у складі 56 родин. Густота населення становила 316 осіб/км².  Було 94 помешкання (134/км²).
Расовий склад населення:
| - 99,1 % — білих |

До двох чи більше рас належало 0,9 %. Частка іспаномовних становила 0,9 % від усіх жителів.
За віковим діапазоном населення розподілялося таким чином: 28,1 % — особи молодші 18 років, 62,4 % — особи у віці 18—64 років, 9,5 % — особи у віці 65 років та старші. Медіана віку мешканця становила 32,5 року. На 100 осіб жіночої статі у селищі припадало 102,8 чоловіків;  на 100 жінок у віці від 18 років та старших — 117,8 чоловіків також старших 18 років.
Середній дохід на одне домашнє господарство  становив 53 407 доларів США (медіана — 48 750), а середній дохід на одну сім'ю — 60 555 доларів (медіана — 53 500). За межею бідності перебувало 4,1 % осіб, у тому числі 1,2 % дітей у віці до 18 років та 7,1 % осіб у віці 65 років та старших.
Цивільне працевлаштоване населення становило 126 осіб. Основні галузі зайнятості: виробництво — 25,4 %, освіта, охорона здоров'я та соціальна допомога — 20,6 %, роздрібна торгівля — 15,9 %, мистецтво, розваги та відпочинок — 12,7 %.